# Государственная граница. Красный песок
«Государственная граница. Красный песок» — советский двухсерийный цветной телевизионный художественный фильм, поставленный на киностудии «Беларусьфильм» в 1984 году режиссёром Борисом Степановым. Четвёртый фильм телевизионного сериала «Государственная граница».
По заказу Гостелерадио СССР.
Премьера фильма в СССР состоялась 24 мая 1984 года.

## Сюжет

### Первая серия
Фильм начинается с документальной вставки о том, что в феврале 1931 года партия обратилась к трудящимся повысить трудовой энтузиазм, в то время как за рубежом продолжали интриговать против СССР, взывать к «крестовому походу». В антисоветской борьбе важная роль отводилась басмачам, которых враги Советов снабжали оружием и деньгами.
Москва:
Гамаюн на приёме у главы ОГПУ Менжинского, где знакомится с основателем советской контрразведки Артузовым. Заседание Среднеазиатского бюро ЦК. Гамаюну нужно немедленно выехать в Туркестан, он назначается начальником пограничного отряда. Принято постановление об усилении борьбы с басмачеством, а у Гамаюна огромный опыт оперативной работы. Он будет заниматься координацией действий отряда и органов ГПУ. «Главное, показать населению, что мы никому не мстим», говорит Менжинский. Нужно, чтобы дехкане поняли, что советская власть права, и «переметнулись» обратно. Самый опасный отряд — Мумин-бека, при нём — британец Хамбер. В банде также белогвардейцы, представители Русского Общевоинского союза, который обосновался в Париже. Гамаюну дан приказ рассеять эту последнюю крупную банду басмачей, чтобы нарком иностранных дел (Литвинов) на ближайшей международной конференции доложил об этом.
Туркестан:
| Семиреченская область                      | Сырдарьинская область (Российская империя) |
| Самаркандская область (Российская империя) | Ферганская область (Российская империя)    |
| Хивинское ханство                          | Бухарский эмират                           |
| Закаспийская область                       |                                            |

Самаркандская область (Российская империя)

Гамаюн с женой приезжают на локацию. Комиссар отряда Матвеев говорит речь бойцам-краснопалочникам. Гамаюна вводят в ситуацию, рассказывают, что Кораном басмачи замутняют головы неграмотным крестьянам.
Басмачи танцуют зикр вокруг костра, у них возникает спор о том, почему они убивают неверных (русских) — потому что они отрицают Аллаха. «Шариат требует доказательства вины! Аллах запрещает вести священную войну только ради грабежа и насилия», – наставляет дервиш. Ему возражают, что так приказал бек. Лукин беседует с Курбаном, посылает его к большевикам (желая переметнуться), а также к Варваре Николаевне.
Гамаюн прибывает на заставу. Из кишлака прибывает гонец с известием о том, что хороший, «обращенный» краснопалочник, несмотря на запрет советских командиров, взял пленных и повёл их расстреливать. Гамаюн и Решетников скачут, чтобы остановить это, потому что защитники Советской власти не имеют права действовать так же, как бандиты. Позже, в совещании с представителем разведки Гамаюн даёт поручение «нашему» человеку в банде найти того, кому бы верили нукеры. Через посредника Гамаюну назначает встречу в вечерней темноте «человек с той стороны», который знает много интересного. Тот говорит ему: «Торопишься… а ты не торопись. Ты положи ковёр нетерпения в сундук ожидания». Это Курбан, посланный Лукиным, он говорит о готовности Лукина переметнуться, также сообщает о готовящемся нападении и наличие среди большевиков шпиона.
Повозка с двумя советскими пограничниками идет на 4-ю заставу. Их поджидает засада. Одного убивают, другого берут в плен и предлагают ему с «представителем европейской страны» поехать на Запад и рассказать, почему он бежал от комиссаров. Он отказывается, и его уводят. Курбан приносит кольцо жене Лукина.
Пленный пограничник умер от пыток, а дервиш мутит воду среди басмачей, говоря, что кафир храбро умер, и вопрошает их: смогут ли они сделать так же. Курбан через Варвару и жену Гамаюна назначает ему встречу в степях. Он договаривается сдаться со своим отрядом. Гамаюн обещает ему открыть границу у мазара Хаджи-Юсуфа.
Наутро его отряд безуспешно ждёт перебежчиков у гробницы, но никто не приходит. Зато оказывается, что к нашим зашли в тыл, а жена Гамаюна, врач, выехала в Бассагу, потому что там подозрение на чуму.
Басмачи лавиной скачут на Бассагу, наводя ужас, но навстречу им выходит Галя, размахивая чёрным флагом, обозначающим чуму. Тем временем Курбан со своими нукерами сдаётся. Гамаюн узнаёт от Гали, что чумы по-настоящему нет.

### Вторая серия
Туркестан:
Советские пограничники вдоль границы по реке скачут за басмачами. Один из них — рядовой Алимхан, переходит на вражескую сторону. Басмачи пытают его огнём чтобы вызнать истинную причину перехода, а после убить, но представитель британской разведки советует главарю басмачей пока что оставить Алимхана в живых. Также британский разведчик принуждает Лукина использовать его жену находящуюся на «красной стороне» для провокации большевиков, чтобы разоблачить советского агента среди басмачей, а также дезинформировать красных. Она должна попросить красных пограничников передать письмо мужу — оно будет передано через советского шпиона среди басмачей.
Белые в басмаческом стане думают, на той ли стороне они воюют. Тем временем начинается обработка жены Лукина — с ней беседует начальник милиции, а Курбан объясняет ей свои планы, поймав на улице. Курбан ранит милиционера за то, что он угрожал Варваре, в погоне за ним её ранят случайной пулей. Затем Курбан возвращается к беку, повинившись, и говорит, что он оставил в большевистском гнезде двадцать преданных ему людей и убил начальника милиции.
Галя в больнице разговаривает с раненой Варварой. Лукин высказывает свои мысли офицеру Виктору. Дервиш опять накручивает басмачей и благословляет одного из них на дезертирство. Дервиш передает письмо Лукину от Варвары — значит, он и есть шпион. Англичанин Хамбер видит это.
Гамаюну и чекистам передана записка на арабском, в которой рассказано о намерениях Лукина. В это время Виктор, подосланный Хамбером к Лукину, также рассказывает о его намерениях перебежчика. Это переполняет чашу терпения бека, и Лукина, наконец, привязывают к столбу и начинают пытать. «Сейчас налепят тебе на голову тесто и выльют масло». Перебежчик с советской стороны Алимхан отказывается быть палачом, говоря, что он воин ислама. Лукину выбривают макушку и готовятся лить кипящее масло. Шокированный Виктор, и без того смущённый своим предательством, успевает пристрелить его из револьвера. «Виктор Николаевич поступил как джентльмен», говорит англичанин. Виктору разрешают уйти, и он стреляется. Хамбер посылает на советскую сторону Вазира, одного из нукеров бека.
Из Ташкента к советскому командиру прибывает «проверяющий из республики». На самом деле это Вазир, с которым у него давние связи. Ему поручают поднять знамя, захватить город. Жители должны подписать обращение к Англии и Турции с просьбой спасти их от большевиков, что послужит сигналом к интервенции. Варвару, с которой встречался Курбан, надо доставить к беку, поскольку тот подозревает в Курбане агента ГПУ и хочет его разоблачить. Дервиш сообщает чекистам о визите Вазира и грядущем нападении на город. Подозреваемый советский командир, заметив за собой слежку, вступает в перестрелку и погибает. Гамаюн говорит дервишу передать Алимхану задачу убить бека.
Варвара исчезла из больничной палаты — она переходит границу с проводником, надеясь встретиться с Лукиным. В лагере басмачей её берут под стражу. Хамбера интересуют передвижения разоблачённого дервиша. Курбан понимает, что ему собираются устроить очную ставку. Басмачи узнают о способе, которым дервиш передаёт донесения, и устанавливают слежку за местом передачи. Дервиша пытают.
Варвара признаётся допрашивающему ее басмачу, что написала письмо мужу по просьбе советских начальников. Курбан с сокамерником Алимханом, после доверительных бесед, начинают драку, заманивают в камеру охранников и там убивают. Варвара, поняв, что её обманули и Лукин умер, вешается. Курбан и Алимхан врываются к Вазиру и требуют документы. На рассвете Алимхан выносит к басмачам тело замученного дервиша и провоцирует их восстание. Он призывает вернуться к мирной жизни и сложить оружие. Начинается стычка. Очередной отряд басмачей в итоге сдается на советской границе.
Фильм заканчивается документальной вставкой.

## В ролях
| Актёр               | Роль                                              |
| ------------------- | ------------------------------------------------- |
| Августин Милованов  | Вячеслав Рудольфович Менжинский                   |
| Гирт Яковлев        | Артур Христианович Артузов                        |
| Александр Денисов   | Иван Трофимович Гамаюн                            |
| Ирина Шевчук        | Галя (Галина Петровна Гамаюн), жена Гамаюна, врач |
| Бохадур Миралибеков | Курбан, благородный разбойник                     |
| Надежда Бутырцева   | Варя (Варвара Николаевна Филимонова), жена Лукина |
| Максуд Мансуров     | Алимхан, перебежчик                               |
| Исфандиер Гулямов   | дервиш                                            |
| Гедиминас Карка     | майор Хамбер, английский разведчик                |
| Хашим Гадоев        | Мумин-бек, глава басмачей                         |
| Артык Джаллыев      | Вазир, басмач                                     |
| Владимир Шелестов   | Матвеев                                           |
| Ульмас Алиходжаев   | Сулейманов                                        |
| Ростислав Янковский | Лукин, русский офицер в отряде басмачей           |
| Олег Чайка          | Виктор Николаевич, белогвардейский офицер         |
| Гурминч Завкибеков  | председатель местного Совета                      |
| Берды Мингбаев      | Байрамов                                          |

## Съёмочная группа
- Авторы сценария — Алексей Нагорный, Гелий Рябов
- Режиссёр-постановщик — Борис Степанов
- Оператор-постановщик — Игорь Ремишевский
- Художник-постановщик — Вячеслав Кубарев
- Композиторы — Эдуард Хагогортян, Микаэл Таривердиев

Имя жены Гамаюна — Галя совпадает с именем женщины, в которую он влюблён в фильме «Государственная граница. Мирное лето 21-го года», однако там её роль играет актриса Анна Каменкова.
Во время съёмок этой части скончался композитор сериала Эдуард Хагагортян, в результате чего написать музыку был приглашён друг Хагагортяна Микаэл Таривердиев. В память о Хагагортяне в последующих частях играла написанная им увертюра на титры.